# Kinga Ruszczyńska
Kinga Ruszczyńska (ur. 26 października 1986 w Słupsku) – polska zawodniczka trenująca boks.
Zawodniczka występuje w klubie "Czarni" Słupsk.
Siostra Łukasza (1984), srebrnego medalisty młodzieżowych Mistrzostw Polski, Karoliny (1996,) srebrna medalistka OOM, srebrna medalistka Mistrzostw Polski, srebrna medalistka Mistrzostw Śląska x2, złota medalistka Pucharu Polski.

## Osiągnięcia
- Mistrzostwa Polski w boksie
  - złoto (2006, 2007, 2010)
  - srebro (2005)
  - brąz (2008)
- Mistrzostwa polski juniorek w kick-boxingu 2004
  - semi contact - srebro
  - full contact - srebro
- Uczestnictwo w Mistrzostwach Europy w boksie (2007) oraz w Mistrzostwach Unii Europejskiej w boksie (2007, 2010).